# Палау на літніх Олімпійських іграх 2016
Палау на літніх Олімпійських ігор 2016 представляли 5 спортсменів у 4 видах спорту. Жодної медалі олімпійці Палау не завоювали.

## Спортсмени
| Дисципліна                      | Чоловіки | Жінки | Разом |
| ------------------------------- | -------- | ----- | ----- |
| Легка атлетика                  | 1        | 0     | 1     |
| Веслування на байдарках і каное | 0        | 1     | 1     |
| Плавання                        | 1        | 1     | 2     |
| Боротьба                        | 0        | 1     | 1     |
| Разом                           | 2        | 3     | 5     |

## Легка атлетика
Легенда
- Note – для трекових дисциплін місце вказане лише для забігу, в якому взяв участь спортсмен
- Q = пройшов у наступне коло напряму
- q = пройшов у наступне коло за добором (для трекових дисциплін - найшвидші часи серед тих, хто не пройшов напряму; для технічних дисциплін - увійшов до визначеної кількості фіналістів за місцем якщо напряму пройшло менше спортсменів, ніж визначена кількість)
- NR = Національний рекорд
- N/A = Коло відсутнє у цій дисципліні
- Bye = спортсменові не потрібно змагатися у цьому колі

| Спортсмен      | Дисципліна                   | Попередній забіг | Попередній забіг | Чвертьфінал | Чвертьфінал | Півфінал        | Півфінал        | Фінал           | Фінал           |
| Спортсмен      | Дисципліна                   | Час              | Місце            | Час         | Місце       | Час             | Місце           | Час             | Місце           |
| -------------- | ---------------------------- | ---------------- | ---------------- | ----------- | ----------- | --------------- | --------------- | --------------- | --------------- |
| Родман Телтулл | біг на 100 метрів (чоловіки) | 10.53            | 1 Q              | 10.64       | 8           | Завершив виступ | Завершив виступ | Завершив виступ | Завершив виступ |

## Веслування на байдарках і каное

### Спринт
| Спортсмен        | Дисципліна         | Заїзди   | Заїзди | Півфінали        | Півфінали        | Фінал            | Фінал            |
| Спортсмен        | Дисципліна         | Час      | Місце  | Час              | Місце            | Час              | Місце            |
| ---------------- | ------------------ | -------- | ------ | ---------------- | ---------------- | ---------------- | ---------------- |
| Марина Торібіонг | Б-1, 200 м (жінки) | 48.913   | 6 Q    | 48.306           | 8                | Завершила виступ | Завершила виступ |
| Марина Торібіонг | Б-1, 500 м (жінки) | 2:14.807 | 7      | Завершила виступ | Завершила виступ | Завершила виступ | Завершила виступ |

Пояснення до кваліфікації: FA = Кваліфікувались до фіналу A (за медалі); FB = Кваліфікувались до фіналу B (не за медалі)

## Плавання
| Спортсмен           | Дисципліна                          | Попередній заплив | Попередній заплив | Півфінал         | Півфінал         | Фінал            | Фінал            |
| Спортсмен           | Дисципліна                          | Час               | Місце             | Час              | Місце            | Час              | Місце            |
| ------------------- | ----------------------------------- | ----------------- | ----------------- | ---------------- | ---------------- | ---------------- | ---------------- |
| Шон Дінгліус Воллес | 50 метрів вільним стилем (чоловіки) | 26.78             | 72                | Завершив виступ  | Завершив виступ  | Завершив виступ  | Завершив виступ  |
| Дірнгулбай Місеч    | 50 метрів вільним стилем (жінки)    | 29.19             | 65                | Завершила виступ | Завершила виступ | Завершила виступ | Завершила виступ |

## Боротьба
Легенда:
- VT – Перемога на туше.
- PP – Перемога за очками – з технічними очками в того, хто програв.
- PO – Перемога за очками – без технічних очок в того, хто програв.

Чоловіки
| Спортсмен                | Категорія | Кваліфікація       | 1/8 фіналу            | Чвертьфінал        | Півфінал           | Втішний поєдинок 1 | Втішний поєдинок 2 | Фінал / БМ         | Фінал / БМ |
| Спортсмен                | Категорія | Суперник Результат | Суперник Результат    | Суперник Результат | Суперник Результат | Суперник Результат | Суперник Результат | Суперник Результат | Місце      |
| ------------------------ | --------- | ------------------ | --------------------- | ------------------ | ------------------ | ------------------ | ------------------ | ------------------ | ---------- |
| Флоріан Скіланг Теменгіл | до 125 кг | Bye                | Лігеті (HUN) L 0–4 ST | Завершив виступ    | Завершив виступ    | Завершив виступ    | Завершив виступ    | Завершив виступ    | 19         |